# 輜重兵第116連隊
輜重兵第116連隊（しちょうへいだい116れんたい、輜重兵第百十六聯隊）は、大日本帝国陸軍の連隊の一つ。

## 沿革
日中戦争勃発後の1938年（昭和13年）5月15日、京都で新設された第116師団の輜重兵連隊の一つとして編成された。兵力補充は京都師管区の輜重兵補充隊で担当した。中支派遣となった師団は、主に揚子江中流地区の警備を担当し、1942年（昭和17年）の浙贛作戦に参加した。
1943年（昭和18年）5月15日、軍令陸甲第36号下令により再編成され、7月10日までに安慶において編成完結。同地の警備に当たった。同年10月、常徳殲滅作戦に参加したのち武昌に移駐。1944年（昭和19年）湘桂作戦および芷江作戦に参戦するが敵の反攻により宝慶に後退し南京に転進しようとした矢先、終戦を迎えた。

## 歴代連隊長
| 代 | 氏名       | 在任期間        | 出身校・期 | 備考           |
| -- | ---------- | --------------- | ---------- | -------------- |
| 1  | 岡田虎太郎 | 1938.5.15 -     | 陸士25期   | 中佐、のち大佐 |
| 2  | 平木秀次郎 | 1940.8.15 -     | 陸士26期   | 中佐           |
| 3  | 南喜代彦   | 1942.7.9 - 終戦 | 陸士31期   | 中佐           |